# Paramonacanthus arabicus
Paramonacanthus arabicus är en fiskart som beskrevs av Lee Milo Hutchins 1997. Paramonacanthus arabicus ingår i släktet Paramonacanthus och familjen filfiskar. Inga underarter finns listade i Catalogue of Life.